# Glossina vanhoofi
Glossina vanhoofi
Pour les articles homonymes, voir Mouche et Goma Tsé-Tsé.
Espèce
Glossina vanhoofi est l'une des 23 espèces reconnues de glossines (genre Glossina) et appartient au groupe forestier/fusca (sous-genre Austenina).

## Répartition
Glossina vanhoofi n'a été signalée historiquement qu'en République démocratique du Congo,. Cependant, une revue de la littérature scientifique de 1990 à 2020 a révélé qu'aucune étude entomologique n'avait été réalisée dans ses aires de répartition historiques ; il n'existe donc aucune information récente publiée sur sa répartition géographique.